# 科珀港 (密歇根州)
科珀港（英語：Copper Harbor）是位於美國密歇根州基威諾縣格蘭特鎮區的一個普查規定居民點。

## 人口
根據2020年美國人口普查的數據，科珀港的面積為6.28平方千米，當中陸地面積為3.92平方千米，而水域面積為2.36平方千米。當地共有人口136人，而人口密度為每平方千米21.66人。